# 邁爾斯城 (佛羅里達州)
邁爾斯城（英語：Miles City）是位於美國佛羅里達州科利爾縣的一個非建制地區。該地的面積和人口皆未知。

## 地理
邁爾斯城的座標為26°09′14″N 81°20′41″W / 26.15389°N 81.34472°W，而該地的平均海拔高度為4米（即13英尺）。